# Kohneh Deh
Kohneh Deh (persiska: کهنه ده) är en ort i Iran.   Den ligger i provinsen Alborz, i den norra delen av landet, 50 km norr om huvudstaden Teheran. Kohneh Deh ligger 2 356 meter över havet och antalet invånare är 131.
Terrängen runt Kohneh Deh är kuperad åt nordost, men åt sydväst är den bergig. Kohneh Deh ligger nere i en dal. Runt Kohneh Deh är det mycket tätbefolkat, med 1 056 invånare per kvadratkilometer. Närmaste större samhälle är Āzādbar, 3,8 km nordväst om Kohneh Deh. Trakten runt Kohneh Deh består i huvudsak av gräsmarker.